# Комсомольский (Бутурлиновский район)
Комсомольский — посёлок в Бутурлиновском районе Воронежской области России.
Входит в состав Нижнекисляйского городского поселения.

## География

### Улицы
- ул. Комсомольская.

## Население
| 2010 |
| ---- |
| 26   |